# Bistum Kopenhagen (evangelisch-lutherisch)
Das Bistum Kopenhagen (dänisch Københavns Stift) ist ein Bistum in der evangelisch-lutherischen Dänischen Volkskirche mit Sitz in Kopenhagen. Der Bischof von Kopenhagen hat unter den dänischen Bischöfen die Funktion als primus inter pares. Administratives Haupt der Kirche ist jedoch der Kirchenminister und formal der König.
Die Zentralkirche des Bistums Kopenhagen ist die Kopenhagener Frauenkirche, auch Dom zu Kopenhagen genannt.

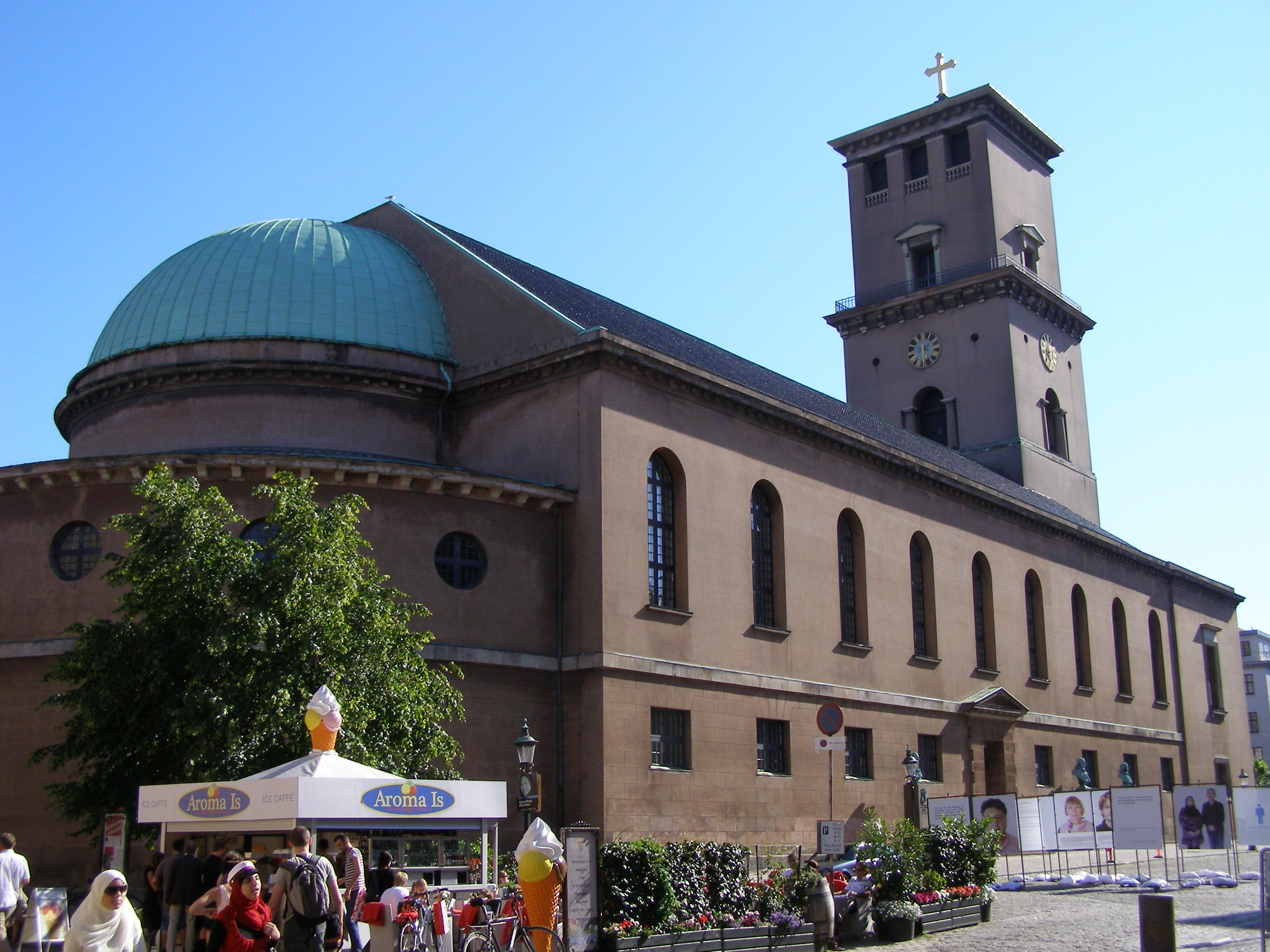
Der Dom von Kopenhagen wurde 1829 von Christian Frederik Hansen entworfen.

Zum Gebiet des Bistums gehören neben der Stadt Kopenhagen die benachbarten Kommunen Frederiksberg, Tårnby und Dragør sowie die Insel Bornholm. Das Bistum ist in neun Propsteien eingeteilt.

## Geschichte
Anstelle des 991 errichteten Bistums Roskilde wurde in der Reformation 1537 das lutherische Bistum Seeland errichtet. Die Superintendenten (erst im 17. Jahrhundert nahmen sie wieder den Bischofstitel an) residierten zwar (wie zumeist auch ihre Vorgänger) in Kopenhagen, weil sie auch als Professoren an der Universität lehren mussten, hatten aber den Dom zu Roskilde als Hauptkirche. Sie hatten die Funktion eines primus inter pares unter den dänischen Bischöfen.
Das Bistumsgebiet umfasste die Ostseeinseln Seeland und Møn, nicht mehr jedoch das seit langem pommersche Rügen. 1660 kam die Insel Bornholm dazu, die bis dahin zum Bistum Lund gehört hatte. Auch die Färöer (bis 1990), Grönland (bis 1993) und weitere Überseegebiete gehörten zum Bistum.
Schon seit Beginn des 20. Jahrhunderts hatte es Pläne gegeben, das Bistum Seeland zu teilen, dessen Bevölkerung stark gestiegen war. Seit 1920 betrieb Kultusminister Jens Christian Christensen die Errichtung eines neuen Bistums. Nach längeren Auseinandersetzungen im Folketing wurde am 22. November 1922 auf königliche Anordnung das flächenmäßig größere, aber geringer bevölkerte Bistum Roskilde gegründet. Zugleich wurde das Bistum Seeland zum Bistum Kopenhagen. Der letzte seeländische Bischof Harald Ostenfeld amtierte bis 1934 weiter als Bischof von Kopenhagen.
1961 wurde der nördliche Teil der Hauptstadtregion aus dem Bistum herausgenommen, um das Bistum Helsingør zu schaffen.
Zu den Bischöfen vor 1922 siehe Liste der Bischöfe von Roskilde.

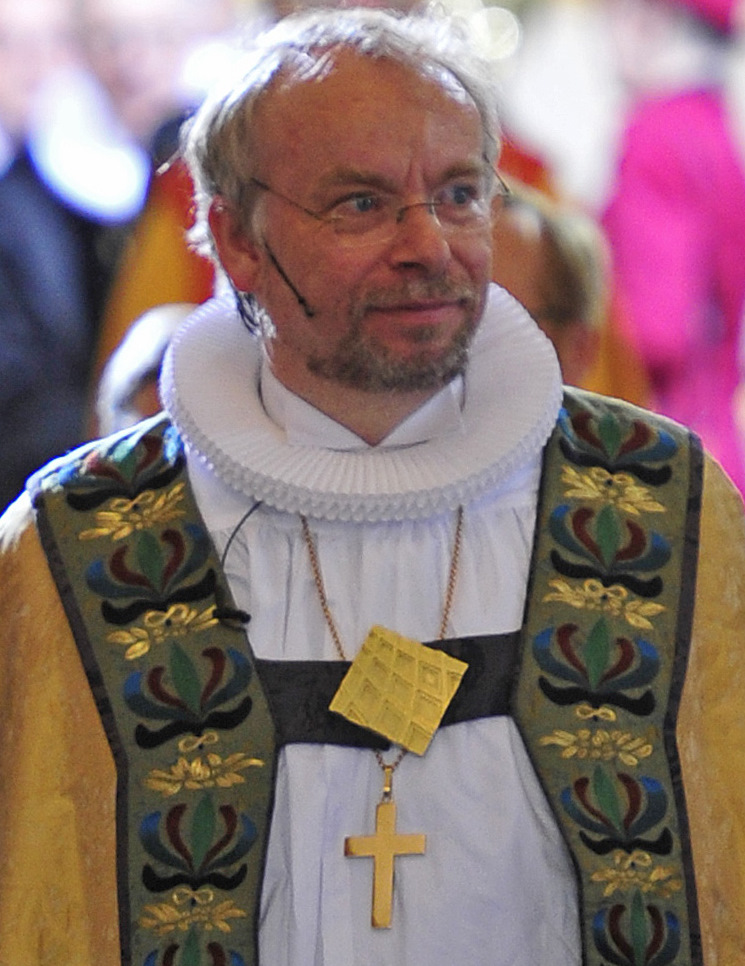
Peter Skov-Jakobsen (2010)

## Bischöfe
- 1922–1934 Harald Ostenfeld
- 1934–1960 Hans Fuglsang-Damgaard
- 1960–1975 Willy Westergaard Madsen
- 1975–1992 Ole Bertelsen
- 1992–2009 Erik Norman Svendsen
- seit 2009 Peter Skov-Jakobsen